# Blood Blockade Battlefront
Blood Blockade Battlefront (яп. 血界戦線, Кеккай Сенсен, букв. «Криваве коло — лінія фронту») — японська манґа, написана та проілюстрована Найто Ясухіро. Історія обертається навколо молодого фотографа на ім'я Леонардо Вотч, який отримує «Всевидючі Очі Богів», але ціною зору своєї сестри. Після інциденту Леонардо переїжджає до міста Новий Єрусалим, щоб приєднатися до таємної організації, відомої як «Лібра», щоб боротися з монстрами та терористами.
Найто вперше опублікував ван-шот в журналі сьонен-манґи Jump Square видавництва Shueisha у травні 2008 року. Серія з трьох глав із підзаголовком Mafūgai Kessha була опублікована в тому ж журналі з січня по березень 2009 року. Пізніше Blood Blockade Battlefront публікувалася в Jump SQ.19 з травня 2010 по лютий 2015 року, після чого журнал припинив публікацію; Shueisha зібрала розділи манґи в 10 томів формату танкобон. Пряме продовження під назвою Blood Blockade Battlefront: Back 2 Back випускалося в Jump SQ.Crown з липня 2015 по січень 2018 року, після чого журнал також припинив публікацію, а серію було передано до Jump SQ.Rise, де вона публікувалася з квітня 2018 року по квітень 2022 року; розділи були зібрані в 10 танкобонів. Третя серія під назвою Blood Blockade Battlefront: Beat 3 Peat стартувала в Jump SQ.Rise у жовтні 2022 року.
12-серійний аніме-серіал виробництва студії Bones транслювався з квітня по жовтень 2015 року. 12-серійний другий сезон транслювався з жовтня по грудень 2017 року.
У Північній Америці ліцензію на випуск манґи англійською мовою отримала компанія Dark Horse Comics, тоді як ліцензію на трансляцію аніме-серіалу отримала компанія Funimation. І манґа, і аніме були добре сприйняті виданнями завдяки своєму сюжету та героям.

## Сюжет
Незадовго до основних подій прямо в центрі Нью-Йорку відкривається портал, внаслідок чого місто стає спільним простором світів — людського та якогось потойбічного. Щоб зупинити подальше поширення іншого світу, найсильніші маги Землі створюють навколо міста чарівний бар'єр, що ізолює територію колишнього Нью-Йорка від решти світу, і перетворює її таким чином на химерний «плавильний котел», де нахлинувші всілякі монстри співіснують з людьми, що залишаються там, а повсякденне життя пронизане всякою різною паранормальщиною, найчастіше катастрофічного характеру. Відтоді місце це отримує назву Новий Єрусалим (яп. ヘルサレムズ・ロット, Херусаремузу ротто) (у японській, де немає звуку «л», перше слово в цій назві від Єрусалима за звучанням відрізняється лише доданим звуком «х» на самому початку слова; сенс назви при цьому відрізняється діаметрально — «Лот Пекельного Салема»). У Новому Єрусалимі діє таємна організація «Лібра», яка об'єднує людей з надздібностями, головне завдання якої полягає в захисті міського спокою, наскільки це можливо, в екстраординарних випадках, що загрожують нерідко апокаліптичним розвитком подій. Одного разу в організацію з випадкової помилки потрапляє непримітний хлопець на ім'я Леонардо Вотч, на подив членів «Лібри», який має «Всевидючі Очі Богів», що дають своєму носієві різні надзвичайно потужні здібності. Однак Леонардо ще дуже молодий і недосвідчений, тому постійно потрапляє в різні колотнечі.

## Медіа

### Манґа
Blood Blockade Battlefront написав та проілюстрував Найто Ясухіро. 2 травня 2008 року Найто вперше опублікував ван-шот в журналі сьонен-манґи Jump Square видавництва Shueisha. У ньому було представлено лише декілька персонажів основної серії, а сюжет значно відрізнявся, основний акцент робився на полюванні на вампірів у сучасному місті. Серія з трьох глав під назвою Kekkai Sensen − Mafūgai Kessha (яп. 血界戦線 -魔封街結社-) випускалася на Jump Square з 5 січня по 4 березня 2009 року. Ще один ван-шот було опубліковано в Jump SQ.M (Jump Square Masterpiece) vol.002 23 жовтня 2009 року. Blood Blockade Battlefront потім публікувався в новому щоквартальному журналі Jump SQ.19, перша глава вийшла 19 травня 2010 року. Манґа завершилася у 18-му і останньому випуску журналу Jump SQ.19 19 лютого 2015 року. Shueisha зібрала розділи в десять томів формату танкобон, що вийшли з 4 січня 2010, до 3 квітня 2015. 2010 року манґа була ліцензована компанією Dark Horse Comics для випуску англійською мовою.
Пряме продовження під назвою Blood Blockade Battlefront: Back 2 Back розпочалося в першому випуску нового журналу Jump SQ.Crown 17 липня 2015 року. Журнал припинив публікацію 19 січня 2018 року, і манґа продовжила публікуватися в першому випуску знов нового журналу Jump SQ.Rise, що вийшов 16 квітня 2018 року. Серія закінчилася 28 квітня 2022. Shueisha зібрала розділи в десяти танкобонах, що вийшли з 4 січня 2016 до 4 серпня 2022 року.
Третя серія під назвою Blood Blockade Battlefront: Beat 3 Peat почала публікуватися в Jump SQ.Rise 26 жовтня 2022 року.

### Аніме
Про аніме-адаптацію манґи вперше було оголошено в травні 2014 року. Над ним працювала студія Bones під керівництвом режисера Мацумото Ріе. Компанія Funimation отримала ліцензію на трансляцію аніме на своєму офіційному веб-сайті. Після придбання Crunchyroll компанією Sony серію було переміщено на Crunchyroll. Прем'єра аніме-адаптації відбулася 4 квітня 2015 року. Серіал був ліцензований Madman Entertainment і AnimeLab для трансляції англійською мовою. Останній епізод спочатку був запланований на 4 липня, але показ був відкладений через перевищення тривалості звичайного 30-хвилинного інтервалу. Зрештою трансляція відбулася 4 жовтня 2015 року. 25-хвилинна оригінальна відеоанімація під назвою «Король ресторану королів» йшла в комплекті з офіційним путівником Blood Blockade Battlefront, який вийшов 3 червня 2016 року.
Другий сезон був оголошений в грудні 2016 року. Трансляція відбулася з 7 жовтня до 24 грудня 2017 року, складався він з 12 епізодів. 24-хвилинна OVA, що вийшла 4 липня 2018 року, йшла у комплекті з п'ятим томом манги Blood Blockade Battlefront Back 2 Back. І другий сезон, і відеоанімацію зняла студія Bones, але вже під керівництвом режисера Такаянаґі Сіґехіто.

### Театральна вистава
У шостому томі Blood Blockade Battle Front Back 2 Back було виявлено, що створювалася сценічна п'єса на основі манґи. Вона проходила в The Galaxy Theatre у Токіо з 2 по 10 листопада 2019 року та в Художньому театрі Умеда з 14 по 17 листопада того ж року. Режисером і сценаристом п'єси став Нісіда Дайсуке.

## Критика
Манґа Blood Blockade Battlefront отримала переважно позитивні відгуки від критиків. Дастін Кейбл із сайту Comic Bastards зазначив, що «сюжет манґи дуже сильний, а діалоги дотепні». Критик також зазначив, що твір спочатку здавався йому дивним, але він до цього швидко звик, заявивши, що Blood Blockade Battlefront стала однією з його найулюбленіших манґ. Бріджіт Альверсон із сайту MTV Geek розкритикувала художній підхід до манґи, заявивши, що його складно зрозуміти, при цьому додавши, що «це зводиться до справи смаку. Blood Blockade Battleground — хороший вибір для читачів, які люблять багато екшну та не проти того, щоб їх занурили в центр сюжету, без особливих передісторій». Джон Роуз із сайту The Fandom Post похвалив манґу за візуалізацію, особливо за дизайн монстрів. Він також додав, що твір обов'язково має сподобатися фанатам Трігана, поціновувачам супергеройських та науково-фантастичних коміксів, а також фанатам Футурами. Кілька томів також з'являлися в рейтингах бестселерів манґи.
Аніме-адаптація манґи отримала в цілому позитивні відгуки. Джейкоб Хоуп Чепмен з Anime News Network високо оцінив акторський склад і роботу студії Bones. Крім того, йому сподобалася здатність аніме утримувати інтерес та інтригу, і він прокоментував: «Суміжні нитки, що пронизують ці епізодичні пригоди, починають швидко сходитися, і хоча я ще не бачу повної картини, я знаю, що Мацумото Ріе перетворює оригінал історії Лео в щось особливе. Анімація продовжує вражати. Музика продовжує зігрівати душу. В одному описі ніколи бракує часу, щоб поговорити про все, що робить це шоу таким до біса хорошим. Blood Blockade Battlefront продовжує бути найкращим». Джеріус Тейлор з The Fandom Post назвав це аніме «одночасно смішно крутим і смішно дивним» і похвалив акторський склад, як Чепмен. У пізнішому огляді він сказав: «Поки ще не зовсім зрозуміло, навіщо це шоу, але наразі це хороший атракціон, і я більш ніж достатньо вірю в людей, які стоять за ним, щоб вірити, що призначення буде варте уваги». Рейчел Веррет, письменниця The Mary Sue, дала аніме найвищу оцінку, відзначивши його «енергійність і гумор», які проглядаються в акторському складі, а також кінцеві сцени, які нагадали їй інший серіал, Baccano!. Так само Чепмен написав статтю під назвою «Три причини, чому Blood Blockade Battlefront є найкращим шоу весни», прокоментувавши: «Це найкрутіше, наймиліше та найрозумніше аніме, яке я бачив за довгий час, безперечно, найкраще нове шоу весни 2015».
Перше DVD-видання в Японії розійшлося в 4,784 копії відразу після випуску, а Blu-ray видання розійшлося в 12,171 копію за перший тиждень. Аніме отримало у 2015 році приз від журналу Newtype у категорії «Найкращий маскот» за персонажа Соніка; також серіал посів шосте місце у категорії «Звук» та четверте у «Тематична пісня». В одному з опитувань японського журналу Entermix Blood Blockade Battlefront було визнано другим за популярністю аніме 2015 року.